# Kateryna Szakałowa
Kateryna Wiktoriwna Szakałowa (ukr. Катерина Вікторівна Шакалова, ur. 31 sierpnia 1997 w Charkowie) – ukraińska zawodniczka mieszanych sztuk walki (MMA). Znana z walk dla polskich organizacji, takich jak Babilon MMA oraz FEN, w której była mistrzynią w wadze koguciej z 2022 roku. Aktualnie związana z amerykańską federacją PFL (po wchłonięciu Bellator MMA).

## Kariera MMA

### Pierwsze walki na Ukrainie
W mieszanych sztukach walki zadebiutowała 29 czerwca 2016 roku podczas Road To WWFC 22. W Main Evencie poddała Annę Bidenko duszeniem brabo w 2 rundzie.
W drugiej zawodowej walce na WWFC 16 odnotowała pierwszą porażkę, przegrywając przez duszenie trójkątne rękoma z Darią Czibisową.
18 czerwca 2020 roku na Madabattle Martial Arts Festival 1 zwyciężyła przez techniczny nokaut, pokonując Zoję Litwinienko.
Kilka miesięcy później, podczas następnej edycji tej gali poddała w 1 rundzie Maryna Stachalską.

### Babilon MMA
12 lutego 2021 roku stoczyła jedną walkę w Babilon MMA, mierząc się z Różą Gumienną. Walkę zwyciężyła jednogłośną decyzją, dominując nad rywalką na dystansie trzech rund.

### FEN
Następnie związała się z jedną z największych polskich organizacji – Fight Exclusive Night. 27 marca 2021 roku podczas FEN 33: Lotos Fight Night Warszawa skrzyżowała rękawice z Izabelą Badurek. Po trzech rundach ponownie odniosła zwycięstwo jednogłośną decyzją sędziów. Wygrana została nagrodzona bonusem finansowym za występ wieczoru.
Na FEN 34: Totalbet Fight Night 28 maja 2021 roku doszło do jej walki z Jamilą Sandorą. Zwyciężyła walkę w drugiej rundzie poddając rywalkę duszeniem zza pleców.
22 stycznia 2022 roku na FEN 38: Lotos Fight Night zdobyła pierwszy kobiecy pas FEN w kategorii koguciej, poddając Rosjankę, Julię Kucenko już w pierwszej odsłonie.
27 sierpnia 2022 podczas walki wieczoru gali FEN 41: Tauron Fight Night Mrągowo miała przystąpić do pierwszej obrony pasa mistrzowskiego FEN w wadze koguciej, gdzie miała zmierzyć się z zawodniczką z Finlandii, Suvią Salmimies. Ze względu na niewypełnienie limitu wagowego Szakałowa została pozbawiona mistrzowskiego pasa, a walkę odwołano.

### Bellator MMA/PFL
13 grudnia 2022 jedna z największych, amerykańskich organizacji, Bellator MMA na swojej oficjalnej stronie ogłosiła podpisanie kontraktu z Szakałową, argumentując to chęcią wzmocnienia dywizji piórkowej kobiet. Szakałowa debiut dla nowego pracodawcy odbyła 11 sierpnia 2023 podczas gali Bellator 298, gdzie zmierzyła się z Brazylijką, Dayaną Silvą. Wygrała przez niejednogłośną decyzję sędziów, którzy punktowali następująco: 29-28, 28-29 i 30-27.
Po dziewięciu miesiącach przerwy stoczyła drugą walkę dla amerykańskiej organizacji. Jej rywalką na majowej gali Bellator Champions Series 2, która odbyła się w Paryżu, została była zawodniczka UFC, Aspen Ladd. Uległa Amerykance jednogłośnie na kartach punktowych.
Po tym jak Bellator MMA zostało pochłonięte przez PFL, Szakałowa jak i inni zawodnicy Bellatora zmienili pracodawcę. 11 kwietnia 2025 na gali PFL 2025 World Tournament: First Round 2 w Orlando zmierzyła się z Brazylijką Juliana Velasquez. Pojedynek, który był ćwierćfinałowym starciem turnieju PFL wagi muszej wygrała przez poddanie (duszenie zza pleców) w pierwszej rundzie.
Dwa miesiące później podczas wydarzenia PFL 2025 World Tournament: Semifinals 2, zawalczyła w półfinałowym starciu z Amerykanką, Jeną Bishop. Przegrała przez poddanie w drugiej rundzie. 

## Osiągnięcia

### Grappling
- 2021: Mistrzostwa Europy w Grapplingu – 1. miejsce , Warszawa[28]

### Mieszane sztuki walki
- Fight Exclusive Night
  - 2022: Mistrzyni FEN w wadze koguciej[16]
  - Bonus za występ wieczoru (jeden raz) vs. Izabela Badurek (2021)[12]

## Lista zawodowych walk MMA
| Wynik     | Bilans | Przeciwnik (bilans przed walką) | Rozstrzygnięcie                             | Runda | Czas | Rozgrywki                                      | Data       | Miejsce             | Uwagi                                                |
| --------- | ------ | ------------------------------- | ------------------------------------------- | ----- | ---- | ---------------------------------------------- | ---------- | ------------------- | ---------------------------------------------------- |
| Przegrana | 9-4    | Juliana Velasquez (13-4)        | Decyzja (jednogłośna)                       | 3     | 5:00 | PFL World Tournament 9: 2025 Finals            | 15.08.2025 | Charlotte           |                                                      |
| Przegrana | 9-3    | Jena Bishop (8-2)               | Poddanie (duszenie zza pleców)              | 2     | 2:07 | PFL World Tournament 6: 2025 Semifinals        | 20.06.2025 | Wichita             | Półfinał turnieju PFL 2025 w wadze muszej kobiet.    |
| Wygrana   | 9-2    | Juliana Velasquez (13-3)        | Poddanie (duszenie zza pleców)              | 1     | 2:05 | PFL 2025 World Tournament: First Round 2       | 11.04.2025 | Orlando             | Ćwierćfinał turnieju PFL 2025 w wadze muszej kobiet. |
| Przegrana | 8-2    | Aspen Ladd (11-5)               | Decyzja (jednogłośna)                       | 3     | 5:00 | Bellator Champions Series 2: Mix vs. Magomedov | 17.05.2024 | Paryż               |                                                      |
| Wygrana   | 8-1    | Dayana Silva (10-8)             | Decyzja (niejednogłośna)                    | 3     | 5:00 | Bellator 298                                   | 11.08.2023 | Sioux Falls         | Debiut w Bellator MMA. Przejście do wagi piórkowej.  |
| Wygrana   | 7-1    | Julia Kucenko (6-7)             | Poddanie (duszenie zza pleców)              | 1     | 2:00 | FEN 38: Lotos Fight Night                      | 22.01.2022 | Ostrów Wielkopolski | Zdobyła pas mistrzowski FEN w wadze koguciej.        |
| Wygrana   | 6-1    | Jamila Sandora (5-0)            | Poddanie (duszenie zza pleców)              | 2     | 2:42 | FEN 34: Totalbet Fight Night                   | 28.05.2021 | Warszawa            |                                                      |
| Wygrana   | 5-1    | Izabela Badurek (8-6)           | Decyzja (jednogłośna)                       | 3     | 5:00 | FEN 33: Lotos Fight Night Warszawa             | 27.03.2021 | Warszawa            | Debiut w FEN. Bonus za występ wieczoru.              |
| Wygrana   | 4-1    | Róża Gumienna (3-0)             | Decyzja (jednogłośna)                       | 3     | 5:00 | Babilon MMA 19: Stawowy vs. Szaflarski         | 12.02.2021 | Warszawa            | Debiut w Babilon MMA. Co-Main Event                  |
| Wygrana   | 3-1    | Maryna Stachalska (0-0)         | Poddanie (dźwignia prosta na staw łokciowy) | 1     | ?    | Madabattle Martial Arts Festival 2             | 27.11.2020 | Charków             |                                                      |
| Wygrana   | 2-1    | Zoja Litwinienko (0-0)          | TKO (przerwanie przez sędziego)             | 1     | 4:37 | Madabattle Martial Arts Festival 1             | 18.06.2020 | Charków             |                                                      |
| Przegrana | 1-1    | Daria Czibisowa (2-4)           | Poddanie (duszenie trójkątne rękoma)        | 1     | ?    | WWFC 16                                        | 02.11.2019 | Charków             |                                                      |
| Wygrana   | 1-0    | Anna Bidenko (1-1)              | Poddanie (duszenie brado)                   | 2     | 4:02 | Road To WWFC 22                                | 29.06.2016 | Mikołajów           | Main Event                                           |